# Ангелко Кръстич
Ангелко М. Кръстич (на сръбски: Анђелко Крстић или Anđelko Krstić, Анджелко Кръстич, на македонска литературна норма: Ангелко Крстиќ) е македонски сърбоманин, поет и писател писал на сръбски език. В Северна Македония е смятан за „македонски писател“ от групата на така наречените двудомни писатели.

## Биография
Роден е в 1871 година в стружкото село Лабунища, тогава в Османската империя. В 1879 година заминава за Белград, където баща му работи като млекар. Завършва Педагогическо училище в Белград в 1889 година и става сърбоманин. От 1890 година учителства в селата в планината Ябланица. За пръв път публикува в сръбския „Цариградски гласник“ в 1899 година. В 1932 година публикува романа „Траян“, в който описва живота на „южносърбиянците“. В 1934 година „Траян“ получава наградата за най-добър сръбски роман на Академията на седемте изкуства в Белград.
През 1933-1937 година Кръстич живее в сградата на Охридската гимназия, заедно със семейството на сина си Никола, който е директор на гимназията.
От октомври 1940 до април 1941 година е директор на сръбския ежедневник в Скопие „Глас юга“.

## Творчество
Кръстич е определян като „фолклорно-социален“ или само като „социален“ реалист.
- „Разкази“ (Приповетке) (първа книга, Белград, 1932)
- „Траян“ (Трајан) (роман, Скопие, 1932)
- „Заточеници“ (драма, 1937) – премиера в Скопския народен театър на 12 септември 1937 година
- „Разкази“ (Приповетке) (втора книга, Белград, 1951)